# Los Tarters de Tuixà
Los Tarters de Tuixà és un paratge del terme municipal de Conca de Dalt, a l'antic terme de Toralla i Serradell, al Pallars Jussà, en territori del poble de Torallola.
Està situat al nord-oest de Torallola, a l'esquerra del barranc de Vilanova. És al nord-est de Solzinons i del bocí de terme de Salàs de Pallars, al nord de Sensui, que entra com una falca dins del terme de Conca de Dalt. És al nord-oest de la partida de la Font Sobirana, a ponent de los Amanits.